# 寺田祐之

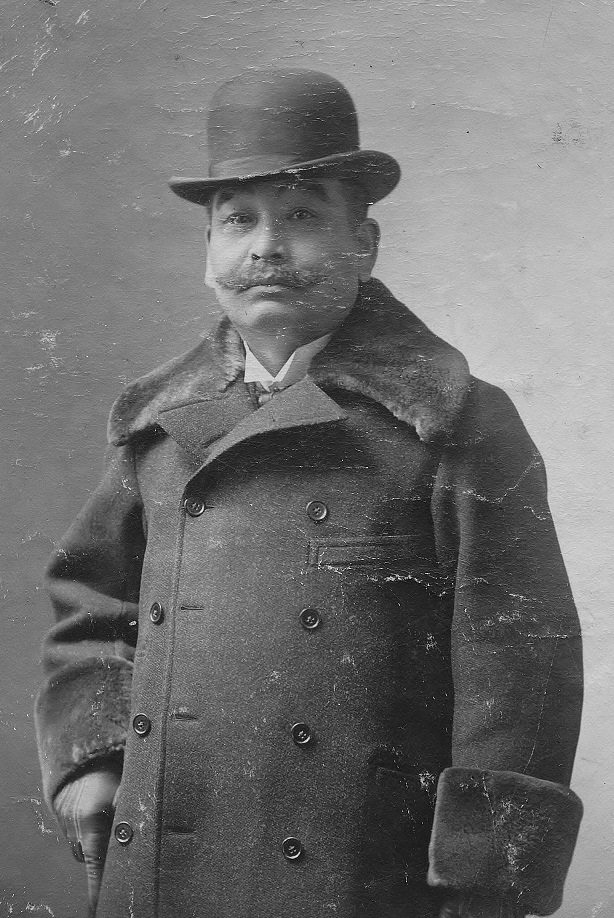
岡山県知事時代の寺田祐之

寺田 祐之（てらだ すけゆき、1851年1月27日（嘉永3年12月26日） - 1917年（大正6年）3月14日）は、日本の内務官僚。鳥取・岡山・宮城・広島の各県知事を歴任した。特に広島県知事在任中、県物産陳列館（現在の原爆ドーム）の設立に関わったことで知られる。

## 経歴
信濃国水内郡飯山に後の旧飯山藩士（長野県士族）寺田覚の長男として生まれ、慶応3年、寺田勘兵衛の養子となり家督を相続。1871年、飯山県文学助教兼学監となり、司法省十二等出仕警視属四等警視に転じた。その後、警察は内務省に移り、兵庫・山梨・香川・広島の各県警部長、新潟県内務部長などを経て1901年（明治34年）4月2日、鳥取県知事に就任。就任直後には県下を巡回視察し、教育施設の整備や森林の増殖、県営模範林造成などの事業を進め、1906年7月28日に退任すると同時に岡山県知事に転じる。1908年7月20日に退任し宮城県知事に転じる。ここで彼は七ヶ浜・塩釜・松島・鳴瀬と松島湾の島々を含んだ地域を一大観光地化する「松島公園」構想を打ち出し、そのシンボルとして東北地方初のリゾート・ホテルである松島パークホテル（現存せず）を建設した。
そして寺田は1913年（大正2年）2月27日に宮城県知事を退任し広島県知事に転じるが、ここで彼は、日清戦争を契機に発達した県内製品の販路を開拓する拠点として、各府県で設置が進んでいた「物産陳列館」を同県にも建設する計画を進め、宮城県知事時代に松島パークホテルの設計を依頼していたチェコ（当時はオーストリア＝ハンガリー帝国領）出身の建築家ヤン・レツルに同館の設計を託し、広島県物産陳列館は1915年4月5日に竣工した（開館は8月5日）。彼はこれ以外にも県内の興業政策を推進し1915年4月5日より「広島県物産共進会」を開催、同年7月には広島県植民協会を発足させた。翌1916年4月28日に知事を退任した後は文官分限令第11条第1項第4号に基づいて休職したが、1917年3月6日に脳溢血を発症。東京・赤坂表町の自宅で療養するも肺炎をも併発、同月14日に死去した。葬儀は19日、青山斎場にて営まれ、青山霊園に葬られた。
なお、位階は従三位勲二等であったのが危篤に際して一段特進したため、最終的には正三位勲二等となった。

## 栄典・受章・受賞
位階
- 1884年（明治17年）2月9日 - 従七位[9]
- 1891年（明治24年）12月26日 - 正七位[10]
- 1909年（明治42年）7月10日 - 正四位[11]

勲章等
- 1895年（明治28年）10月31日 - 勲五等双光旭日章[12]
- 1901年（明治34年）12月27日 - 勲四等瑞宝章[13]
- 1906年（明治39年）4月1日 - 旭日中綬章[14]
- 1912年（大正元年）12月18日 - 勲二等瑞宝章[15]
- 1915年（大正4年）
- *11月7日 - 旭日重光章[16]
  - 11月10日 - 大礼記念章（大正）[17]